# أولاد معاشو باريش (راس العين)
أولاد معاشو باريش هي إحدى مشيخات المملكة المغربية، تتبع جغرافيا لإقليم اليوسفية وإداريًا لراس العين. يقدر عدد سكانها بـ 7352 نسمة حسب الإحصاء الرسمي للسكان والسكنى لسنة 2004.